# Шестнадцать округов

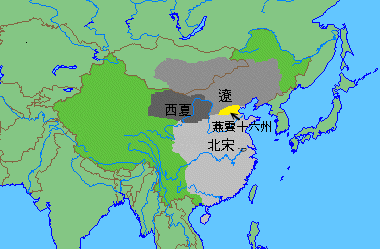
Территория 16 округов выделена жёлтым цветом

Протянувшиеся от Яньцзина до Юньчжоу Шестнадцать округов (кит. трад. 燕雲十六州, упр. 燕云十六州, пиньинь Yānyún Shíliù Zhōu, палл. Яньюнь шилю чжоу) — земли в Китае на территории современных провинций Хэбэй и Шаньси, а также городов центрального подчинения Пекин (древнее название — Яньцзин) и Тяньцзинь, бывшие важным фактором политической борьбы в X веке.

## История
В 907 году в Китае пала империя Тан и началась Эпоха пяти династий и десяти царств. Вдобавок к междоусобицам, с севера начали наступать кидани, а с запада — тюрки-шато. При помощи тюрок в 923 году возникло государство Поздняя Тан, но в 936 году кидани поддержали Ши Цзинтана, который поднял восстание и основал государство Поздняя Цзинь. В обмен на поддержку в борьбе Ши Цзинтан был вынужден передать киданьской империи Ляо 16 округов, отделявших традиционные китайские регионы от степного севера.
На присоединённых территориях кидани основали Южную и Западную столицы. В результате эти земли стали плацдармом для киданьского вмешательства в северокитайские дела, что привело к падению государства Поздняя Цзинь в 946 году. Объединившая остальной Китай в 960 году Империя Сун не признала аннексии киданями 16 округов, и после уничтожения в 979 году тюркского государства Северная Хань начались походы против империи Ляо. Однако кидани отбивали китайские атаки, а когда молодой киданьский император повзрослел — он нанёс мощный контрудар Сунской империи и продвинул границы Ляо далеко на юг.

## География

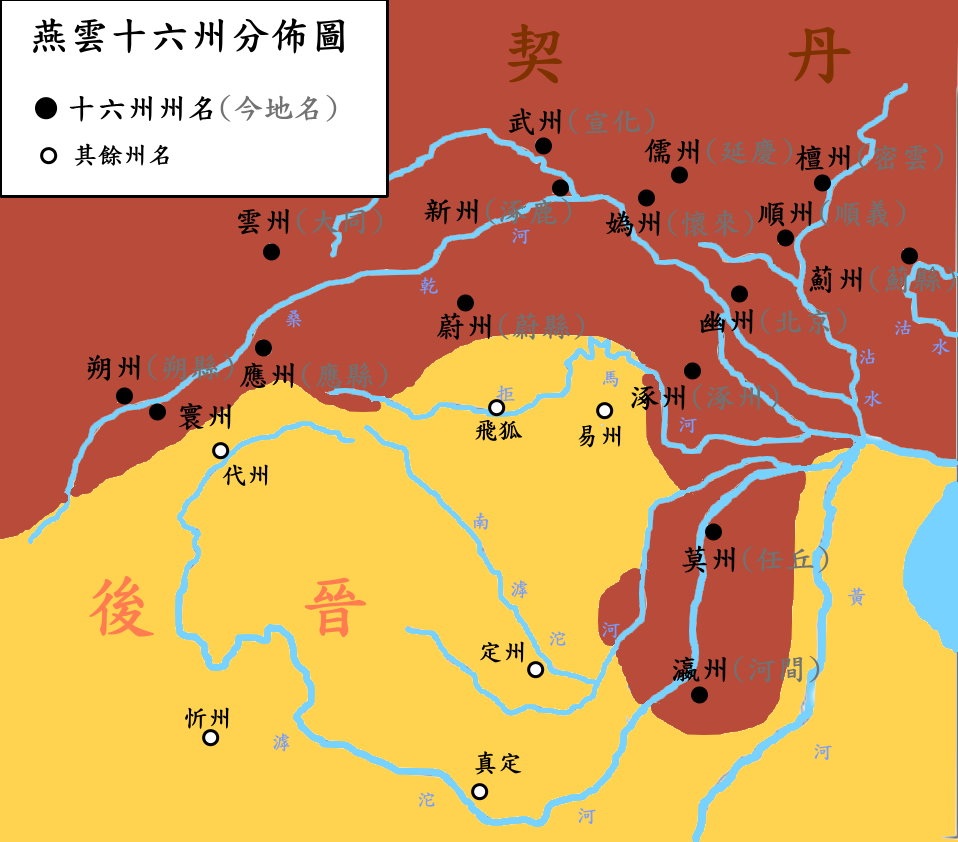
Граница между Великой Ляо (на севере) и Поздней Цзинь (на юге). Административные центры 16 округов обозначены жирными чёрными точками

Шестнадцать округов — это
1. Ю (幽州)
2. Шунь (顺州)
3. Жу (儒州)
4. Тань (檀州)
5. Цзи (蓟州)
6. Чжо (涿州)
7. Ин (瀛州)
8. Мо (莫州)
9. Синь (新州)
10. Гуй (妫州)
11. У (武州)
12. Юй (蔚州)
13. Ин (应州)
14. Хуань (寰州)
15. Шо (朔州)
16. Юнь (云州)